# Булгурт
Булгурт — деревня в Увинском районе Удмуртии России. В 2004 — 2021 годах, до преобразования Увинского муниципального района в муниципальный округ, входила в состав Петропавловского сельского поселения. На 2023 год в деревне числится 1 улица Луговая.

## Население
| 2008 | 2010 | 2012 |
| ---- | ---- | ---- |
| 5    | ↗7   | ↘6   |

Булгурт находится в 30 км к юго-востоку от посёлка Ува и в 49 км к западу от Ижевска, связан автобусным сообщением с райцентром и Ижевском. Высота центра селения над уровнем моря 141 м.